# 5803 Ötzi
5803 Ötzi eller 1984 OA är en asteroid i huvudbältet som upptäcktes den 21 juli 1984 av den tjeckiske astronomen Antonín Mrkos vid Kleť-observatoriet i Tjeckien. Den är uppkallad efter Ötzi.
Asteroiden har en diameter på ungefär 15 kilometer.